# Solfato di magnesio

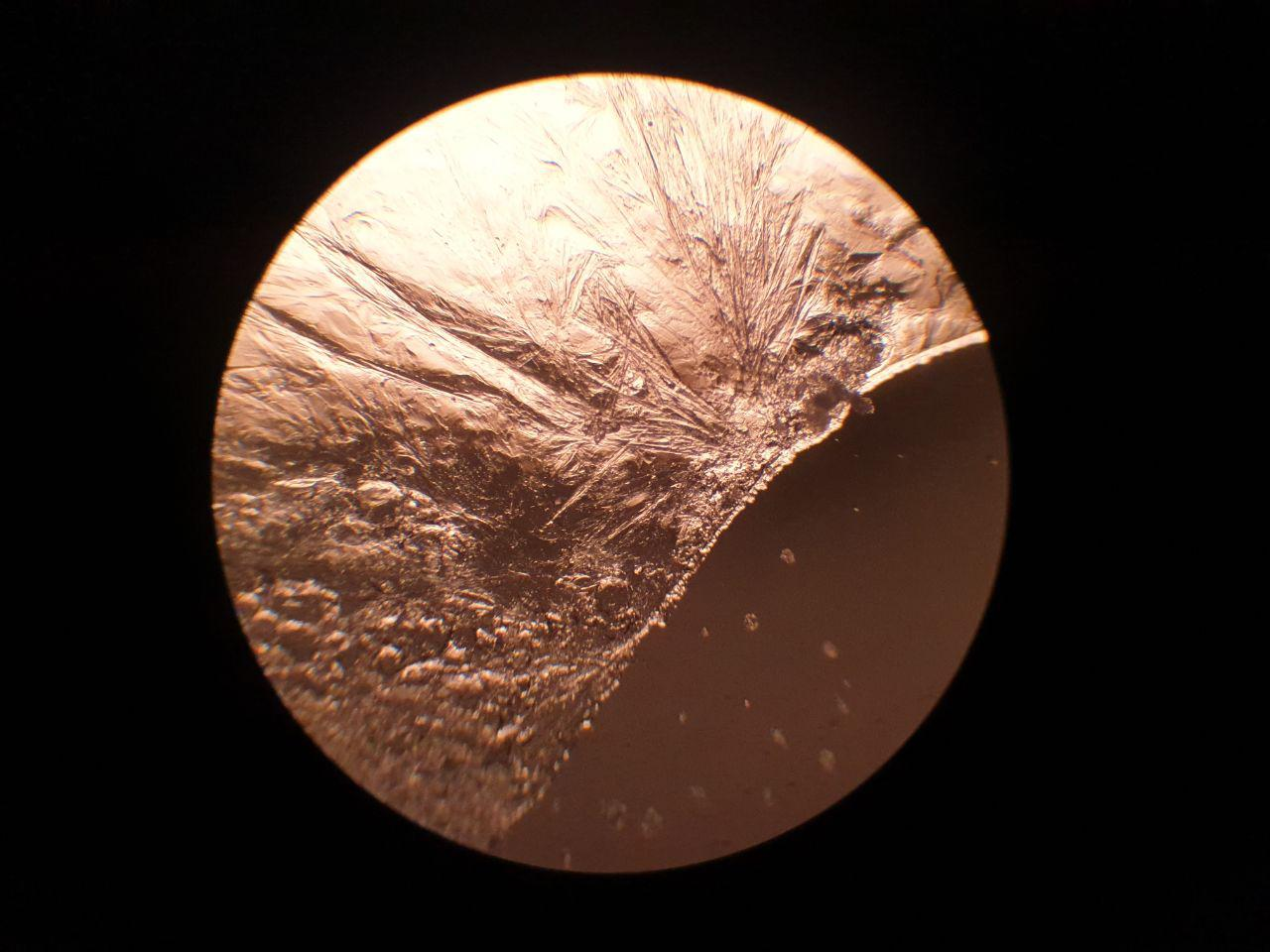
Solfato di magnesio in soluzione acquosa visto al microscopio.

Il solfato di magnesio è un composto chimico di formula MgSO4 che in condizioni normali si presenta come una polvere bianca, inodore, dal sapore salino amaro.

## Storia
Il composto venne approvato per la prima volta per uso clinico negli Stati Uniti, nel 1981. Storicamente, in agricoltura è stato usato come trattamento per l'avvelenamento da piombo negli animali da reddito prima dello sviluppo delle terapie chelanti, specialmente tra l'inizio e la metà del XX sec.

## Caratteristiche strutturali e fisiche
Si tratta di un sale composto per il 20,19% da cationi del magnesio (Mg+2) e il restante da anioni solfato (SO4−2) disposti a formare cristalli del sistema monoclino. Il composto è inserito nella categoria dei solfati di metalli alcalino terrosi e presenta le seguenti caratteristiche:
- carica fisiologica = -2
- 4 accettori di legami a idrogeno
- massa monoisotopica = 119,93677 g/mol
- superficie polare = 80,26 Å²
- polarizzabilità = 5,81 Å³

Quando viene riscaldato produce fumi tossici e corrosivi inclusi gli ossidi di zolfo. Il rilassamento del solfato di magnesio è il principale meccanismo alla base dell'assorbimento acustico dell'acqua a frequenze >10 kHz.

## Abbondanza e disponibilità
Essendo gli ioni Mg2+ e SO42 i secondi più abbondanti nell'acqua di mare dopo Na+ e Cl-, i solfati di magnesio sono minerali comuni. Sono prevalentemente collegati e processi supergenici e alcuni sono importanti costituenti dei depositi salini di potassio-magnesio da evaporazione (K-Mg). Le macchie brillanti, osservate dalla sonda Dawn nel cratere Occator del pianeta nano Cerere, sono consistenti con la luce riflessa dal solfato di magnesio esaidrato.

## Sintesi del composto
Il solfato di magnesio è comunemente ottenuto da fonti naturali, ma può anche essere preparato dalla reazione tra magnesite o periclasio con acido solforico:
{\displaystyle {\ce {H2SO4 + MgCO3 -> MgSO4 + H2O + CO2}}}
Il sale di Epsom viene preparato per neutralizzazione dell'ossido di magnesio, dell'idrossido di magnesio o col carbonato di magnesio con acido solforico e successiva evaporazione della soluzione fino a cristallizzazione.

## Reattività e caratteristiche chimiche
Si tratta di un composto igroscopico solubile in acqua, etanolo ed etere, ma insolubile in acetone. Si trova generalmente come sale idrato (MgSO4·nH2O), dove n assume valori compresi tra 1 e 11. Il più comune è MgSO4·7H2O noto come sale di Epsom. Risultano tutti stabili fino ad una temperatura di 320 °C, sopra la quale solo la forma anidra risulta stabile decomponendosi in ossido di magnesio (MgO) e anidride solforica (SO3).
| Nome                             | Fomula      | Presenza in natura | Sistema cristallino | Nota   |
| -------------------------------- | ----------- | ------------------ | ------------------- | ------ |
| Solfato di magnesio anidro       | MgSO4       | instabile          | -                   |        |
| Solfato di magnesio monoidrato   | MgSO4·H2O   | kieserite          | monoclino           | [ 13 ] |
| Solfato di magnesio monoidrato   | MgSO4·H2O   | -                  | triclino            | [ 14 ] |
| Solfato di magnesio diidrato     | MgSO4·2H2O  | -                  | ortorombico         | [ 15 ] |
| Solfato di magnesio triidrato    | MgSO4·3H2O  | -                  | -                   | [ 15 ] |
| Solfato di magnesio tetraidrato  | MgSO4·4H2O  | starkeyite         | monoclino           | [ 16 ] |
| Solfato di magnesio pentaidrato  | MgSO4·5H2O  | pentahydrite       | triclino            | [ 13 ] |
| Solfato di magnesio esaidrato    | MgSO4·6H2O  | esaidrite          | monoclino           |        |
| Solfato di magnesio eptaidrato)  | MgSO4·7H2O  | epsomite           | ortorombico         | [ 13 ] |
| Solfato di magnesio enneaidrato  | MgSO4·9H2O  | -                  | monoclino           | [ 17 ] |
| Solfato di magnesio decaidrato   | MgSO4·10H2O | -                  | -                   | [ 16 ] |
| Solfato di magnesio undecaidrato | MgSO4·11H2O | meridianite        | triclino            | [ 16 ] |

## Biochimica
Il magnesio è un importante cofattore per le reazioni enzimatiche e gioca un ruolo importante nella trasmissione neurochimica e nella eccitabilità muscolare, in particolare blocca i canali del calcio che permettono il passaggio di questo attraverso la membrana cellulare e il suo accumulo nel citoplasma. Riduce le contrazioni della muscolatura liscia e blocca la trasmissione neuromuscolare periferica riducendo il rilascio dell'acetilcolina a livello della giunzione neuromuscolare. Interviene inoltre nella mineralizzazione ossea.

## Farmacologia e tossicologia

### Farmacocinetica
Il profilo farmacocinetico del composto dopo fleboclisi può essere descritto da un modello bicompartimentale con una prima fase di rapida distribuzione seguita da una fase β di eliminazione. Nei neonati ha un'emivita pari a 43,2 ore. Viene escreto attraverso i reni in misura pari alla concentrazione sierica e alla filtrazione glomerulare, in generale il 90% della dose somministrata viene secreta nelle prime 24 ore.

### Farmacodinamica
Causa l'inibizione diretta dei potenziali d'azione nelle cellule muscolari del miometrio con conseguente disaccoppiamento di eccitazione e contrazione e riduzione della frequenza e della forza delle contrazioni.

### Effetto del composto ed usi clinici
In campo medico, il composto viene utilizzato come:
- anticonvulsivante
- calcio-antagonista
- antiaritmico
- analgesico
- anestetico
- tocolitico
- lassativo

Spesso utilizzato per:
- la prevenzione e il controllo delle convulsioni in caso di grave tossiemia gravidica nelle donne in gravidanza (preeclampsia e eclampsia)
- il trattamento della nefrite nei bambini
- come terapia sostitutiva in carenza di magnesio, particolarmente in caso di ipomagnesiemia acuta accompagnata da segni di tetania
- la prevenzione e il trattamento della ipomagnesiemia in pazienti che ricevono nutrizione parenterale totale
- il trattamento della tetania uterina
- il trattamento della torsione di punta
- il trattamento dell'avvelenamento da bario
- il trattamento del deficit di acido folico
- il trattamento sintomatico della stitichezza
- come terapia adiuvante nei casi di esacerbazione dell'asma
- la preparazione della vescica prima d'interventi al colon e al retto
- aiuto in caso di distorsioni ed ematomi lievi

### Tossicologia
La sostanza può essere assorbita dall'organismo per inalazione dei suoi aerosol e per ingestione. La sostanza è blandamente irritante per gli occhi e il tratto respiratorio. Può essere raggiunta molto rapidamente una concentrazione dannosa di particelle aerodisperse, specialmente se in polvere. Il primo sintomo di intossicazione da solfato di magnesio è la perdita del riflesso patellare ad una concentrazione plasmatica tra 3,5 e 5 mmol/l. La paralisi respiratoria si verifica a concentrazioni tra 5 e 6,5 mmol/l. La conduzione cardiaca è alterata a concentrazioni superiori a 7,5 mmol mentre l'arresto cardiaco si verifica a concentrazioni superiori a 12,5 mmol/l.
Non è carcinogenico.

### Controindicazioni ed effetti collaterali
Il composto non deve essere somministrato a pazienti con aritmie cardiache o danno del miocardio, nonché con compromissione renale grave. Le reazioni avverse al composto comprendono:
- ipotensione
- cambiamenti nell'ECG
- diarrea
- ritenzione urinaria
- depressione del sistema nervoso centrale
- ipovetilazione

Tra gli effetti collaterali del composto troviamo:
- patologie gastrointestinali: ileo paralitico e transito intestinale ritardato
- patologie sistemiche e condizioni relative alla sede di somministrazione: reazioni di ipersensibilità e orticaria
- disturbi del metabolismo e della nutrizione: acidosi metabolica e ipocalcemia

### Interazioni
Il magnesio solfato può interagire con i seguenti medicinali:
- farmaci che deprimono il sistema nervoso centrale
- glicosidi cardiaci
- bloccanti della placca neuromuscolare competitivi e depolarizzanti
- antibiotici aminoglicosidici
- eltrombopag
- rocuronio
- labetololo
- calcio-antagonisti (isradipina, felodipina, nicardipina e nifedipina)

## Applicazioni
Il composto trova inoltre applicazione come:
- fertilizzante
- integratore alimentare
- additivo alimentare
- additivo chimico nella preparazione di cementi particolari
- sali da bagno
- sale nella birrificazione
- coagulante nella preparazione del tofu
- additivo per la cura di acquari marini ricchi di coralli